# Asian F
«Asian F» es el tercer episodio de la tercera temporada de la serie de televisión estadounidense Glee y el cuadragésimo séptimo de su cómputo general. Fue escrito por el cocreador de la serie Ian Brennan. Su emisión en Estados Unidos fue el 4 de octubre del 2011 por la cadena Fox. El episodio cuenta con la introducción de Emma Pillsbury (Jayma Mays) y los padres de Mike Chang (Harry Shum, Jr.), y las audiciones finales para la producción de McKinley High de «West Side Story», en el que la competencia entre Mercedes Jones (Amber Riley) y Rachel Berry (Lea Michele) lleva a la primera a dejar New Directions. 
Una versión preliminar del episodio fue lanzado a varios críticos, y recibió una respuesta muy entusiasta. Una vez que el episodio fue emitido muchos otros fueron igualmente impresionados, aunque no todos. La actuación de Brittany (Heather Morris) «Run The World (Girls)» fue aclamada, y toda la historia de Mike Chang, especialmente su interpretación de «Cool» y su secuencia inicial de baile como solista también recibió nota favorable. Los números musicales fueron recibidos positivamente en general, entre ellos los tres que contaron con Mercedes, en particular «It's All Over». Sin embargo, la historia tuvo sus detractores, sobre todo debido al enfrentamiento recurrente entre Mercedes y Rachel y la inconsistencia de su caracterización con apariciones anteriores.
Las seis canciones fueron lanzadas como sencillos disponibles para su descarga, y dos, «Fix You» y «Run The World (Girls)», alcanzaron el Billboard Hot 100, y «Fix You» el Canadian Hot 100. Tras su emisión inicial, este episodio fue visto por 8,42 millones de espectadores estadounidenses y obtuvo una cuota en pantalla de 3.6/10 en el demográfico 18-49. La audiencia total y puntuaciones para este episodio se redujeron ligeramente con respecto al episodio anterior, «I Am Unicorn».

## Sinopsis
Después de que Mike recibe un A- en un examen de química, su padre (Keong Sim) está molesto por este «F asiático» y el peligro que representa para sus posibilidades de asistir a la Universidad de Harvard, e insiste en que Mike se centre más en sus estudios y dejar Glee Club y a su novia Tina (Jenna Ushkowitz) que ha estado ayudando a mejorar su canto. Mike pide otra oportunidad y se compromete a cumplir con un profesor, pero más tarde decide seguir sus sueños y audiciones para el papel de Riff en «West Side Story», con la realización de «Cool». Falta a una sesión de tutoría y se enfrenta a su madre (Tamlyn Tomita), y cuando admite que quiere ser bailarín en lugar de doctor, ella revela que quería ser bailarina y no quería que a su hijo que le pasara lo mismo.
Para promocionar su candidatura a presidente de su clase, Brittany (Heather Morris) canta una canción conmovedora de empoderamiento de las mujeres, «Run The World (Girls)», en una asamblea improvisada, con la ayuda de las Cheerios y Santana (Naya Rivera), que se ha unido a New Directions sin conocimiento de la entrenadora de porristas, Sue Sylvester (Jane Lynch). El enorme entusiasmo de toda la población femenina de la escuela preocupa a Kurt (Chris Colfer), el otro candidato en la carrera. Kurt ha renunciado a su sueño de interpretar a Tony en el musical, y le da un ramo de rosas a su novio Blaine (Darren Criss), la opción más probable para interpretar a Tony.
Will (Matthew Morrison) está inseguro acerca de su relación con Emma porque ella no le ha pedido conocer a sus padres, por lo que los invita a cenar sin decírselo. Se burlan del síndrome obsesivo-compulsivo (SOC)  de su hija, lo que enoja a Will, y muestra una obsesión extrema por el color de pelo. Emma se refiere a ellos como «supremacistas pelirrojos». Su SOC sufre un grave resurgimiento bajo la presión de su visita. Will, indefenso, se disculpa, y se une a Emma cuando ella ora.
Mercedes (Amber Riley), apoyada por su novio Shane (LaMarcus Tinker), audiciona para el papel de María e impresiona a los directores; Emma, el entrenador Beiste (Dot-Marie Jones) y Artie (Kevin McHale); con su interpretación de «Spotlight». Ellos programan una segunda audición entre ella y Rachel (Lea Michele) para ayudarles a decidir quién debe ser elegido para el papel. Mercedes se enfada por lo que ella percibe como un favoritismo continuo por Rachel, especialmente en la adjudicación de los solos, y cuando Will la presiona en los ensayos extra del club glee de baile de los que Rachel está exenta, decide que ha tenido suficiente y deja el coro. Cuando Mercedes y Rachel compiten cantando «Out Here On My Own» en la segunda audición, Mercedes ofrece un desempeño que Rachel admite en privado ser el mejor, lo que induce a Rachel para iniciar una candidatura de último minuto para presidente de la clase de último año para mejorar sus perspectivas de la universidad, lo que consterna a Kurt, quien ahora tiene otro rival para hacer campaña en contra. Los tres directores deciden ofrecer el papel de María a ambas contendientes, con cada uno para hacer la mitad de las actuaciones, pero Mercedes está convencida de que merecía ganar y se niega a aceptar la mitad de un papel. Se retira de la contienda, lo que deja a Raquel como la única María, y se ofrece como voluntaria para unirse al club glee nuevo de Shelby Corcoran (Idina Menzel). El elenco de actores se publica, con Rachel como María, Blaine como Tony, Santana como Anita, Mike como Riff, y Kurt como Oficial Krupke.

## Producción
El episodio se comenzó a filmar el 29 de agosto de 2011,; finalizando el 16 de septiembre de 2011.  El guion fue escrito por el cocreador de la serie Ian Brennan.
El episodio presenta a dos nuevas parejas de padres, los padres de Emma Pillsbury, Rose y Rusty Pillsbury, quienes son interpretados por Valerie Mahaffey y Don Most, y los padres de Mike Chang, que podrían llegar a ser personajes recurrentes, ellos son Tamlyn Tomita en el papel de Julia Chang, y Keong Sim como el señor Mike Chang.
Las estrellas recurrentes e invitados que aparecen en el episodio incluyen al Diretor Figgins (Iqbal Theba), la entrenadora de fútbol americano Shannon Beiste (Dot-Marie Jones), el padre de Kurt, Burt Hummel (Mike O'Malley), la estudiante Lauren Zizes (Ashley Fink) y la profesora Shelby Corcoran (Idina Menzel).
En el episodio aparecen seis números de musicales «Fix You» de Coldplay Coldplay se había negado en prestarle los derechos de autor a Glee pero más tarde cambiaron de opinión «Run the World (Girls)» de Beyoncé fue interpretada pop Morris
La canción de «Spotlight» es cantada por Riley.

## Recepción
Kristin dos Santos de E! Online y Michael Ausiello de TVLine elogiaron intensamente las ediciones del episodio. Dos Santos calificó como "posiblemente el mejor episodio de Glee, no sólo esta temporada, pero en la historia de la serie", mientras Ausiello elogió el episodio como "una hora principal". Tim Stack de Entertainment Weekly también vieron el episodio de antemano, y quedó impresionado de manera similar; escribió que era "uno de los mejores episodios de la serie de todos los tiempos".
Un número de críticos que vieron el episodio cuando se emitió fueron igualmente empañado con la "Asian F". Kevin Fallon de The Atlantic llamó al capítulo de Glee como el  "mejor de la historia", mientras que otros, incluyendo a Erica Futterman de la revista Rolling Stone y Abby West de Entertainment Weekly dijo que era el mejor de la nueva tercera temporada. Brett Berk de la revista Vanity Fair escribió: "el episodio de esta semana se destaca como uno de los más cohesionada y bien actuado en el monumento de la serie", aunque se preguntaba qué había pasado con el lado humorístico de la serie, algo que también ha sido señalado por Futterman, que le pareció ser un problema importante:"la propia crisis de identidad de Glee de no saber si es o no es una comedia de enredos ha hecho que sea difícil conseguir profundamente invertir en sus personajes". Amy Reiter, de The Los Angeles Times escribió que "los productores descubrieron cada nota (emocional, musical, personaje, trama) tan directamente como Rachel Berry una audición para un papel codiciado", y el episodio "tenía una emoción verdadera, el desarrollo del carácter, las nuevas revelaciones y muy buenos números musicales: el tipo que parecen surgir orgánicamente de la trama y profundizar y avanzan en él". TV Guide incluyó más tarde "Asian F" en su lista de Top Episodios del 2011.